# Zombie Attack
Zombie Attack debitanski je studijski album njemačkog thrash metal sastava Tankard, objavljen u srpnju 1986. godine, a objavila ga je diskografska kuća Noise Records. Album je ponovno objavljen u setu s drugim albumom Tankarda, Chemical Invasion 2005. godine.

## Popis pjesama
Sve tekstove napisao je Andreas Geremia. Svu glazbu skladao je Axel Katzmann, osim gdje je drugačije naznačeno.
| 1. | »Zombie Attack« (Frank Thorwarth) | 3:51 |
| 2. | »Acid Death«                      | 4:16 |
| 3. | »Mercenary«                       | 3:27 |
| 4. | »Maniac Forces«                   | 5:09 |
| 5. | »Alcohol«                         | 2:09 |

| Druga strana | Druga strana                    | Druga strana | Druga strana | Druga strana | Druga strana | Druga strana | Druga strana | Druga strana | Druga strana |
| Br.          | Skladba                         | Trajanje     |              |              |              |              |              |              |              |
| ------------ | ------------------------------- | ------------ | ------------ | ------------ | ------------ | ------------ | ------------ | ------------ | ------------ |
| 6.           | »(Empty) Tankard«               | 4:46         |              |              |              |              |              |              |              |
| 7.           | »Thrash 'Till Death«            | 2:32         |              |              |              |              |              |              |              |
| 8.           | »Chains«                        | 3:38         |              |              |              |              |              |              |              |
| 9.           | »Poison«                        | 4:00         |              |              |              |              |              |              |              |
| 10.          | »Screamin' Victims« (Thorwarth) | 3:03         |              |              |              |              |              |              |              |
| 36:51        |                                 |              |              |              |              |              |              |              |              |

## Zasluge
Tankard
- Andreas "Gerre" Geremia — vokali
- Axel Katzmann — gitara
- Andy Bulgaropulos — gitara
- Frank Thorwarth — bas-gitara
- Oliver "O.W." Werner — bubnjevi

Ostalo osoblje
- Harris Johns — produciranje
- James Warhola — omot albuma
- Fred Baumgart — fotografija
- Buffo Schnädelbach — fotografija